# Tteokbokki
Tteokbokki (kor. 떡볶이) – koreańskie danie wykonane z niewielkich kawałków garae-tteok (długich, cylindrycznych kawałków tteok) nazywanych tteokmyeon (kor. 떡면; „makaron z ciasta ryżowego”) lub powszechnie tteok-bokki-tteok (kor. 떡볶이 떡; „ciasto ryżowe na tteokbokki”).

## Przyrządzanie
Ciastka rybne, jajka na twardo i szalotki są jednymi z częściej dodawanych składników. Danie może być przyprawione pikantną pastą gochujang (z papryczki chili) lub niepikantnym sosem ganjang (wersją sosu sojowego); pierwsza wersja jest uważana za typową współczesną, przyrządzaną od ok. lat 50. XX wieku, a druga często nazywana jest gungjung-tteok-bokki (kor. 궁중떡볶이) – nawiązując do początków dania. Współcześnie tteokbokki przyrządza się także m.in. z curry, sosem śmietanowym, jajang (pasty ze słodkiej fasoli), owocami morza, galbi, a także makaronem (np. ramyeon, jjolmyeon). Tteokbokki są powszechnie kupowane i spożywane w bunsikjip (snack-barach), jak również w pojangmacha (straganach ulicznych).

## Historia
Według Yoon Sook-ja, dyrektora Korean Traditional Food Institute (kor. 한국전통음식연구소), tteokbokki były przygotowywane już na początku dynastii Joseon, kiedy nie było dostępu do pasty z ostrej papryki. W owym czasie ciasto ryżowe tteok było przygotowywane z dużą ilością wołowiny i innych warzyw, doprawione sosem sojowym i razem smażone. Pierwszy zapis o tteokbokki pojawił się w Siuijeonseo, książce kucharskiej z XIX wieku, w której danie zostało nazwane za pomocą archaicznej pisowni steokbokgi (kor. 복기). Według książki tteokbokki były znane pod różnymi nazwami, w tym tteokjimim (parzone ciastka ryżowe), tteok-japchae (smażone ciastka ryżowe) i tteok-jeongol. Wersję dworską przyrządzano z białego ciasta tteok, steku z polędwicy wołowej, oleju sezamowego, sosu sojowego, szalotek, grzybów umbilicaria esculenta, orzeszków piniowych, prażonych i mielonych ziaren sezamu, podczas gdy pikantne tteokbokki na bazie sosu sojowego były przyrządzane w siedzibie klanu Papyeong Yun, gdzie produkowano dobrej jakości sos sojowy. W tej wersji żeberka wołowe były między innymi powszechnym składnikiem. Nazwa tteokbokki pojawia się także w poprawionej i powiększonej edycji Joseon Yori Jebeop, gdzie danie opisane zostało jako pikantne danie z sosem sojowym.
Uważa się, że czerwone, pikantne tteokbokki z sosem gochujang pojawiły się po raz pierwszy w 1953 roku. Kiedy Ma Bok-lim uczestniczyła w otwarciu chińskiej restauracji, przypadkiem upuściła tteok do sosu, a po spróbowaniu okazało się, że dobrze smakuje. Potem zaczęła je sprzedawać w Sindang-dong na straganie.